# Gramática de la lengua castellana
La Gramática castellana (títol original en llatí: Grammatica Antonii Nebrissensis [...]) és una gramàtica del castellà escrita per Antonio de Nebrija i publicada el 1492. Constituí la primera obra que es dedicava a l'estudi de la llengua castellana i les seves regles. Anteriorment, s'havien publicat tractats sobre l'ús de la llengua llatina, com el de Lorenzo Valla, Tratado sobre gramática latina de 1471. Tanmateix, la Grammatica és el primer llibre imprès que se centra en l'estudi de les regles d'una llengua romànica.

## Importància
A partir de la publicació de la Gramática castellana, la gramàtica es considera la disciplina que estudia les regles d'una llengua, fins a l'adveniment de la lingüística com a disciplina científica al segle xix.
La publicació de la gramàtica també va resultar una eina per a la difusió del castellà, ja que a partir de 1492 l'Imperi Espanyol es va estendre per bona part del globus. Igualment, els autors de noves gramàtiques propers temporalment a Nebrija van prendre la seva obra com a base en matèria ortogràfica.

## Crítiques
La Gramática fou molt criticada per alguns dels seus contemporanis, destacant entre els seus detractors Juan de Valdés. Els escrits de Valdés trasllueixen que no tenia consciència d'una homogeneïtzació ortogràfica del castellà. Criticà, per tant, la procedència andalusa de certs vocables llatins, que ell considerava impurs i incorrectes. No obstant això, coincidí amb Nebrija en el principi regidor de l'ortografia; és a dir, el tret fonètic de l'escriptura en castellà.
Alguns gramàtics posteriors es van apartar de la pronunciació com a principal via per fixar les regles ortogràfiques. Fray Miguel de Salinas, per exemple, va defensar en la seva obra de 1563 (Libro apologético [...]) la importància de l'«ús», referint-se al fet que el costum àmpliament acceptat d'escriure d'una determinada manera ha de regir l'ortografia.

## Estructura del llibre
Nebrija divideix l'estudi de la llengua en quatre àrees i dedica un llibre a cadascuna:
1. Ortografia. Nebrija situa l'ortografia en primer lloc com els tractadistes clàssics. Pren com a base la correspondència fonètica entre llenguatge parlat i escrit, que declara amb la sentència que «assi tenemos de escrivir como pronunciamos i pronunciar como escrivimos».[3] Per tant, Nebrija pren la pronunciació com a base per descriure les regles de l'ortografia.[7]
2. Prosòdia i síl·laba.
3. Etimologia i dicció.
4. Sintaxi.

Un cinquè llibre el dedicarà a «De las introducciones de la lengua castellana para los que de estraña lengua querrán deprender». Estableix les següents deu parts de l'oració: nom, pronom, article, verb, participi, gerundi, nom participial infinit, preposició, adverbi, conjunció.

## Gramàtiques posteriors
Altres importants gramàtiques espanyols han seguit a la de Nebrija:
- Nebrija. Reglas de ortografía. 1517.
- Valdés. Diálogo de la lengua. 1535.
- Andrés Flórez. Arte para bien leer y escribir. 1552.
- Martín Cordero. La manera de escribir en castellano. 1556.
- Villalón. Gramática castellana. 1558.
- Correas. Ortografía castellana. 1630.

[...]
- Reial Acadèmia Espanyola. Gramática de la lengua castellana. 1771.

## Edicions crítiques
- Antonio de Nebrija, Gramática sobre la lengua castellana, ed. lit. de Carmen Lozano, Madrid, Real Academia Española; Galaxia Gutenberg (Biblioteca Clásica, 17), 2011.